# 黄益芸
黄益芸（？—1854年），太平天国医生。清代广西省人。本名黄益云，因避南王冯云山讳改名。
1851年1月，黄益芸参加金田起义。参加太平军黄益芸已有四十岁。在东王杨秀清麾下，能用中草药为士兵拯治危急病。1852年3月，任前一军拯危急监军（医务官），后升木正木一甲一监军。12月，至岳州升任土二总制，领中二军，进攻汉阳时，被清军击败，降为士兵。1853年3月，兵临南京，再升为金一总制，领右一军攻打旱西门。4月升为土官正将军，5月为殿右十六指挥。奉命与朱锡琨率部北伐，接应林凤祥北伐军。军到六合，营中火药爆炸，兵溃，回到天京，升秋官副丞相。九月封灭胡侯。1854年，率军支援北伐军，和许宗扬、陈仕保会合，在山东占领金乡县、巨野县、郓城县、张秋镇。4月占领临清州。清军胜保前来，太平军失利退出，逃到冠县，后来到达嘉祥县、金乡县，5月20日被当地团勇擒获杀死。